# Pilha de lítio

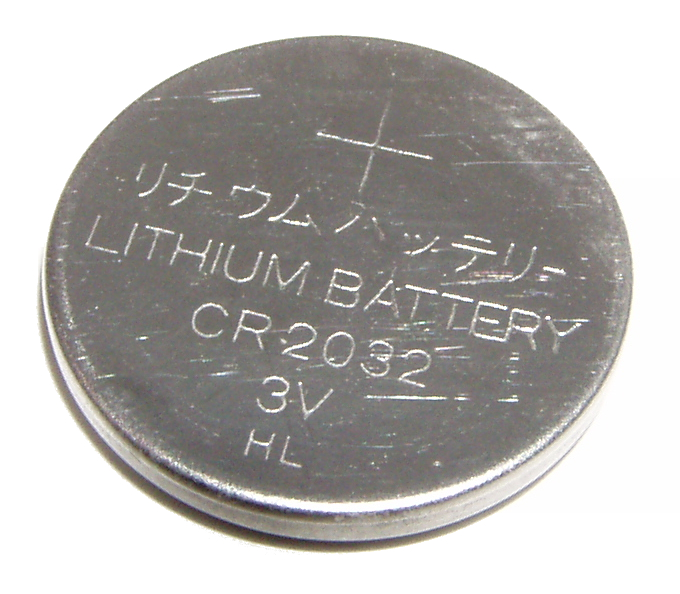
Pilha/bateria de lítio ou pilha moeda (CR2032).

As pilhas de lítio são células primárias que têm ânodos de lítio metálico. As células de lítio produzem uma tensão cerca de duas vezes maior que a de uma bateria comum de zinco-carbono ou alcalina: 3 volts contra 1,5 volts, respectivamente. Ao contrário da bateria de íon-lítio, elas não são recarregáveis.

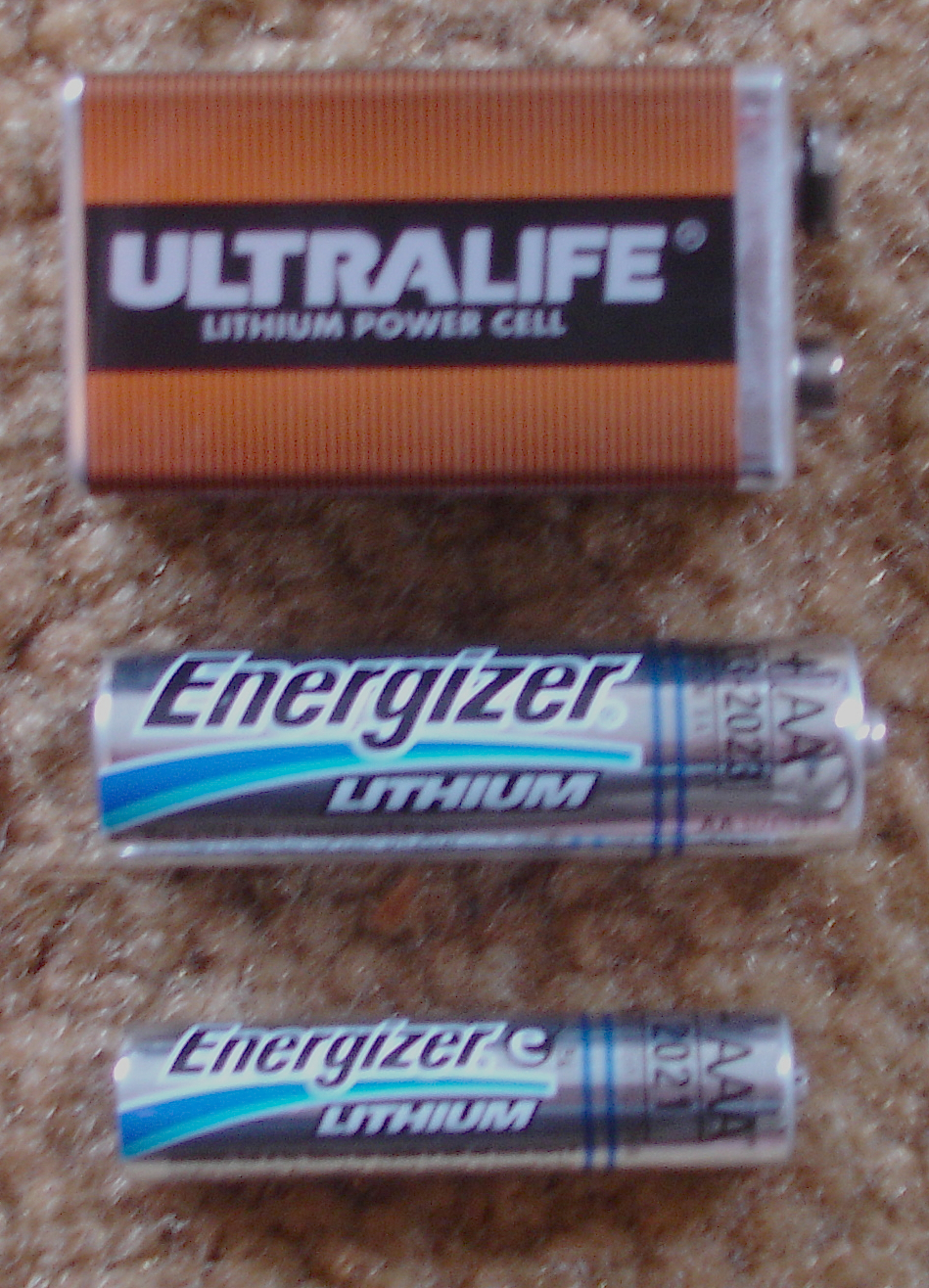
Diferentes pilhas de lítio.

## Especificação
O termo "pilha de lítio", na verdade, refere-se a uma família de compostos químicos, compreendendo muitos tipos de eletrólitos. Um tipo de célula de lítio com alta densidade de energia é a célula de cloreto de tionil-lítio. Nesta célula, uma mistura líquida de  cloreto de tionil com tetracloroaluminato de lítio atua como cátodo e eletrólito, respectivamente.  Um material poroso de carbono serve como um colector de corrente de cátodo, o qual recebe elétrons do circuito externo.
O tipo mais comum de célula de lítio usada em eletrônica de consumo usa um ânodo de lítio metálico e um cátodo de dióxido de manganês, com um sal de lítio inorgânico composto numa mistura de alta permissividade (por exemplo carbonato de propileno) dissolvido em um solvente orgânico de baixa viscosidade (por exemplo dimetoxietano) como eletrólito.
As pilhas de lítio podem ser encontradas em formato de bateria quando agrupadas em mais de uma célula como é o caso de baterias para aeromodelos.

## Aplicações
Pilhas de lítio são usadas em muitos equipamentos eletrônicos portáteis em aplicações de baixa corrente em que uma grande durabilidade é necessária, tais como sistemas de alarme sem fio. Também são usados em aparelhos críticos que exigem de longa vida, tais como marca-passos cardíacos  e outros dispositivos médicos implantáveis. Estes dispositivos usam baterias de iodeto de lítio especializadas, projetadas para funcionar 15 anos ou mais. Em casos de outras aplicações menos críticas, tais como brinquedos, a bateria de lítio pode na verdade ultrapassar a vida útil do dispositivo.
As pilhas de lítio podem ser usadas no lugar de pilhas alcalinas comuns na maioria dos equipamentos, tais como relógios e câmaras digitais. Embora tenham um custo maior, as baterias de lítio possuem uma vida mais longa, minimizando assim as trocas de bateria.
Pequenas baterias de lítio são muito comuns em dispositivos eletrônicos portáteis, tais como agendas digitais, termômetros, calculadoras, etc., como baterias de emergência em computadores portáteis e equipamentos de comunicação, e ainda em controles remotos automotivos. Elas são produzidas em muitos formatos e tamanhos, sendo os mais comuns as baterias em forma de uma "moeda" com 3 volts, tipicamente de 20 mm de diametro e 1,6–4 mm de espessura. As baterias de lítio podem suportar com facilidade as altas demandas de corrente de curta duração exigidas em dispositivos tais como câmaras digitais, mantendo uma tensão constante por um período de tempo mais longo que as pilhas alcalinas. Algumas outras baterias de lítio usam uma liga de platina-irídio em vez dos componentes mais comuns. Essas baterias não têm grande preferência, por serem muito caras e terem a tendência de ser muito frágeis.

## Problemas
As baterias de lítio podem fornecer descarga de correntes extremamente altas. Embora sejam muito úteis em aplicações onde altas correntes sejam requeridas, uma rápida descarga de uma bateria de lítio pode resultar em sobre-aquecimento, ruptura e até explosão. As baterias comerciais geralmente incorporam proteções contra sobrecorrentes e proteções térmicas para evitar essas explosões.
Por causa desses riscos, o envio e o transporte de baterias são restritos em algumas situações, principalmente quando transportadas por via aérea.